# Почтовые индексы в Армении
Почтовые индексы в Армении представляют собой систему четырёхзначных цифровых кодов, которые используются для почтовой индексации на территории Армении.

## История
В 1970 году на всей территории СССР, включая Армянскую ССР, были введены шестизначные почтовые индексы (37NNNN).
С 1 апреля 2006 года в независимой Армении стали применять четырёхзначный цифровой почтовый индекс формата NNNN. Первые две цифры обозначают район республики, последние две остались такими же, как в советском индексе.